# 颱風艾雲
颱風艾雲（英語：Typhoon Ivan，國際編號：9723，聯合颱風警報中心：27W，菲律賓大氣地球物理和天文服務管理局：Narsing）是一個強勁的熱帶氣旋,它與另一個強度相當熱帶氣旋:颱風鍾茵並存。艾雲的前身是一個於10月13日形成的熱帶擾動。艾雲逐漸向西北偏西方向移動，並加強為一颱風。10月15日，艾雲迅速增強，並達到萨菲尔-辛普森飓风风力等级分類下的5級颱風。10月17日，艾雲達到其巔峰強度295 km/h (185 mph)，其最低氣壓降至905百帕。不久，艾雲逐漸靠近菲律賓群島並開始減弱。10月20日，艾雲以220 km/h的風速登陸呂宋島北部。隨後艾雲轉向東北，並於10月25日轉化為溫帶氣旋，再於第二天消散。

## 氣象歷史
颱風艾雲的前身是一個靠近赤道的熱帶擾動。當時有兩道赤道槽，一道在北半球，一道在南半球，並由此發展出三個低壓區。10月8日，位於南半球的低壓區發展為熱帶氣旋露西。兩個位於北半球的低壓區穩定地向西移動，位置靠東的低壓區發展為颱風鍾茵，位置靠西的低壓區發展為颱風艾雲。系統一開始位於缺乏對流的位置，所以組織緩慢。隨後，系統逐漸發展。10月11日，聯合颱風警報中心發現了它的低層環流中心，並於第二天發出熱帶氣旋形成警報
系統首先以33千米/小時的速度快速向西北偏西方向移動。10月13日，聯合颱風警報中心對其發出第一報，將其升格為熱帶低壓27W。不久，日本氣象廳也將其升格為熱帶低壓。
10月13日晚，系統發展出了螺旋雨帶。聯合颱風警報中心將該熱帶低壓升格為熱帶風暴，並命名為艾雲。第二天，日本氣象廳也將其升格為熱帶風暴。10月14日，艾雲在關島以南約100千米處略過，並持續增強。幾小時後，日本氣象廳將其升格為颱風。在24小時內，艾雲的風速由120千米/小時陡增至270千米/小時，成為當年第8個五級颱風。10月17日，艾雲達到其巔峰強度，風速達到295千米/小時，氣壓降至905百帕。但是，聯合颱風警報中心估計它的氣壓為872百帕，令它與颱風蓋伊、颱風安琪拉、颱風鍾茵、颱風祈輔並列為全球第二強熱帶氣旋。
隨著颱風鍾茵的逐漸接近，數值預報預測艾雲會在靠近菲律賓群島前再度轉向。但是，艾雲維持西進路線，直到登陸後才開始轉向。艾雲開始減弱並放慢移速。10月20日，艾雲以220km/hr的風速登陸呂宋島最北端。進入呂宋海峽後，艾雲轉向東北偏東方向移動並減弱為一熱帶風暴。10月22日，艾雲在向東北方向加速之前再次短暫地加強為颱風。隨後艾雲持續減弱，聯合颱風警報中心於10月24日發出最後警報。日本氣象廳則繼續觀測該系統，並於第二天轉化為溫帶氣旋，其殘餘雲系於10月26日消散。

## 防災措施與影響

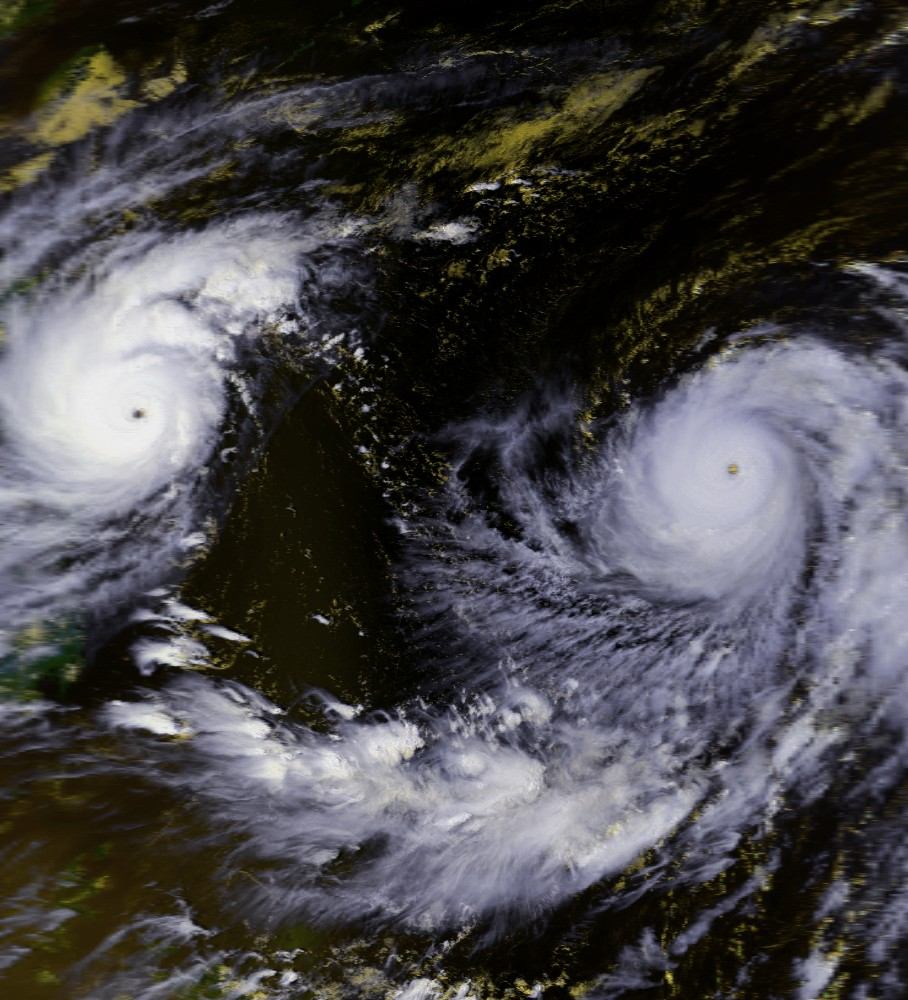
10月18日的颱風艾雲(左)和颱風鍾茵(右)

數千名菲律賓群眾在颱風艾雲到來前從北部地方撤離。電力供應被提前切斷以降低觸電的風險。在臺灣，香港，菲律賓，有4架航班因颱風而取消。臺灣政府建議居民採取預防措施，雖然秋天鮮有颱風侵台。船舶被強制要求回港避風。災害署發佈最高等級警報，援助機構隨後開始儲備物資，海軍和軍方的搜救隊伍進入待命狀態。
10月20日，艾雲在菲律賓北部登陸，帶來猛烈的暴雨，並在局部地區造成齊腰深的積水。艾雲在呂宋島北部對糧食大量損失。在卡加延省，1人在洪水中溺斃。在其他地區，2人在洪水中溺斃。在該地區，大量電線和樹木被吹倒，暴雨引發的泥石流阻斷了數條道路。全國共14人死亡，2人失蹤。家禽業和漁業也遭到重創。在兩天內，股票市值縮水近360萬美元（1997年，1310萬美元，2009年）。總計有1779間房屋在風暴中損毀，另有13771間受到破壞。共4600公頃的土地在洪水中淹沒。但風暴帶來的降水也有利於緩解因數月降水量偏少而引起的乾旱。此外，馬紹爾群島也遭到了輕微破壞。

## 熱帶氣旋警告使用紀錄

### 台灣
| 交通部中央氣象局 颱風警報 | 交通部中央氣象局 颱風警報 | 交通部中央氣象局 颱風警報 |
| ------------------------- | ------------------------- | ------------------------- |
| 上一熱帶氣旋              | 海上颱風警報              | 下一熱帶氣旋              |
| 輕度颱風卡絲              | 海上颱風警報              | 輕度颱風妮蔻兒            |

## 外部連結
- （日語）http://www.jma.go.jp/ （页面存档备份，存于） 日本氣象廳首頁
- （英文）http://www.usno.navy.mil/JTWC/ （页面存档备份，存于） 聯合颱風警報中心首頁
- （简体中文）https://web.archive.org/web/20120928121548/http://www.nmc.gov.cn/ 中央氣象台首頁
- （繁體中文）http://www.cwb.gov.tw/ （页面存档备份，存于） 中央氣象局首頁
- （繁體中文）http://www.hko.gov.hk/ （页面存档备份，存于） 香港天文台首頁
- （繁體中文）http://www.smg.gov.mo/ （页面存档备份，存于） 澳門地球物理暨氣象局首頁